# Sellia (Kalabrien)
Sellia ist eine Gemeinde mit 475 Einwohnern (Stand 31. Dezember 2023) in der italienischen Provinz Catanzaro, Region Kalabrien.
Das Gebiet der Gemeinde liegt auf einer Höhe von 560 m über dem Meeresspiegel und umfasst eine Fläche von 12 km². Die Nachbargemeinden sind  Albi, Catanzaro, Magisano, Pentone, Simeri Crichi, Soveria Simeri und Zagarise. Sellia liegt 18 km nördlich von Catanzaro.